# Cohors II Italica

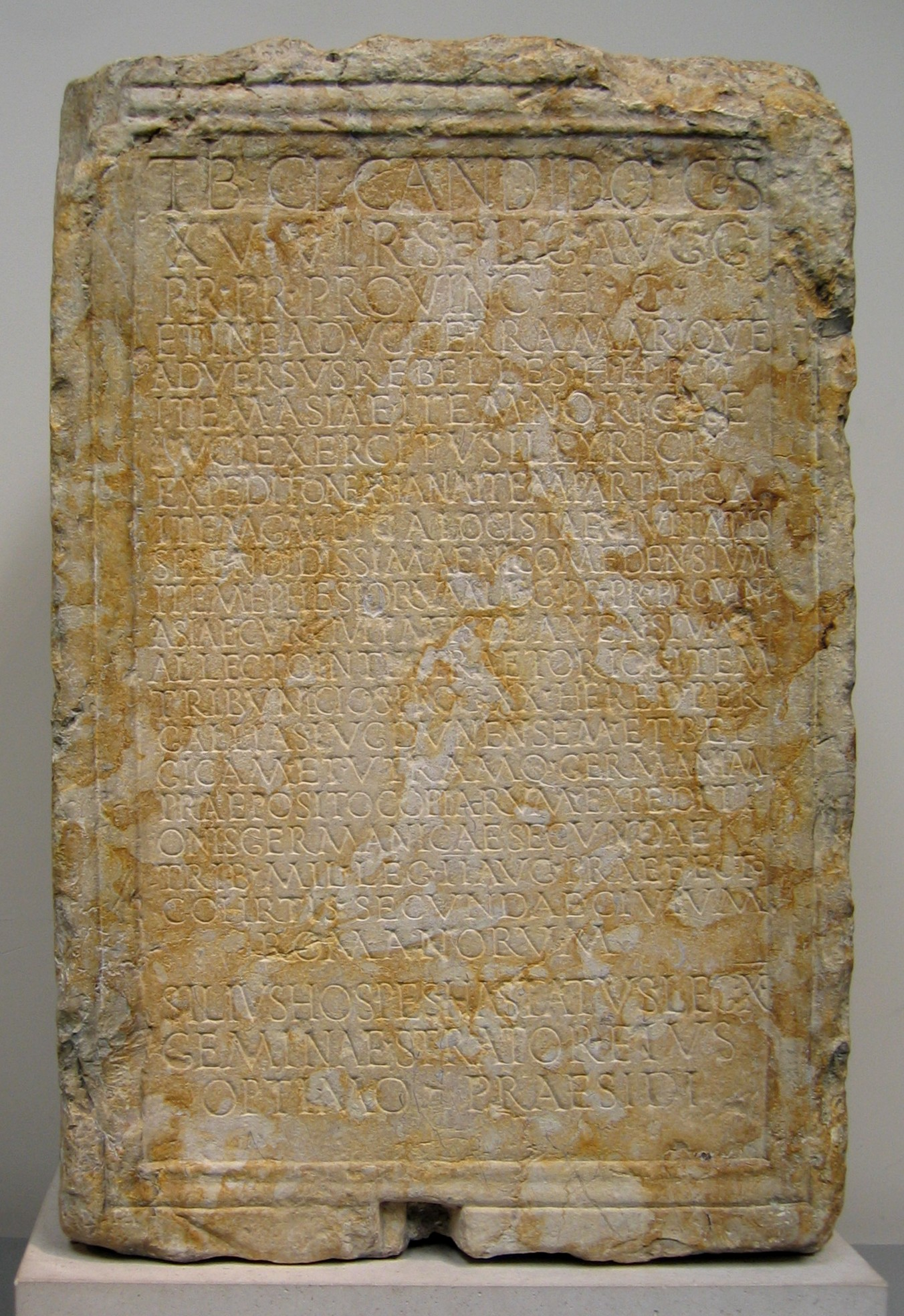
Die Inschrift des Tiberius Claudius Candidus

Die Cohors II Italica [voluntariorum] [civium Romanorum] (deutsch 2. Kohorte Italica [der Freiwilligen] [der römischen Bürger]) war eine römische Auxiliareinheit. Sie ist durch Militärdiplome und Inschriften belegt.

## Namensbestandteile
- Italica: aus Italien bzw. die Italische.

- voluntariorum: der Freiwilligen.

- civium Romanorum: der römischen Bürger. Die Soldaten der Kohorte wurden bei Aufstellung der Einheit aus römischen Bürgern rekrutiert. Die Einheit wurde wahrscheinlich unter Augustus zusammen mit weiteren Kohorten ausgehoben; die Aufstellung der Einheiten erfolgte vermutlich während des Pannonischen Aufstands und nach der Niederlage des Varus. Insgesamt wurden möglicherweise bis zu 44 (oder 48) Kohorten aus römischen Bürgern gebildet, von denen aber nur 18 belegt sind.[1]

Da es keine Hinweise auf die Namenszusätze milliaria (1000 Mann) und equitata (teilberitten) gibt, ist davon auszugehen, dass es sich um eine Cohors (quingenaria) peditata, eine reine Infanterie-Kohorte, handelt. Die Sollstärke der Einheit lag bei 480 Mann, bestehend aus 6 Centurien mit jeweils 80 Mann.

## Geschichte
Die Kohorte war in der Provinz Syria stationiert. Sie ist auf Militärdiplomen für die Jahre 88 bis 156/157 n. Chr. aufgeführt.
Bei der Einheit dürfte es sich um die in der Apostelgeschichte des Lukas erwähnte σπειρα η καλουμενη Ιταλικη handeln, in der der Centurio Cornelius diente. Sie war vermutlich um 41/44 n. Chr. in Caesarea stationiert, als Herodes Agrippa I. König von Iudaea war. Eine Vexillation der Kohorte, bestehend aus Bogenschützen, hielt sich um 69/70 in der Provinz Pannonia auf.
Der erste Nachweis der Einheit in Syria beruht auf einem Militärdiplom, das auf 88 datiert ist. In dem Diplom wird die Kohorte als Teil der Truppen (siehe Römische Streitkräfte in Syria) aufgeführt, die in der Provinz stationiert waren. Weitere Diplome, die auf 91 bis 156/157 datiert sind, belegen die Einheit in derselben Provinz.

## Standorte
Standorte der Kohorte in Iudaea waren:
- Caesarea

## Angehörige der Kohorte
Folgende Angehörige der Kohorte sind bekannt:

### Kommandeure
| - C(aius) Paccius Firmus, ein Tribun (CIL 6, 3528) - L(ucius) Maesius Rufus, ein Tribun (CIL 11, 6117) | - Tiberius Claudius Candidus, ein Präfekt (CIL 2, 4114) |

### Sonstige
| - Apuleius (CIL 3, 13483a) - Faustinus, ein Centurio (CIL 3, 13483a) | - Κορνήλιος, ein ἑκατοντάρχης - Proculus, ein Optio (CIL 3, 13483a) |